# Orange España

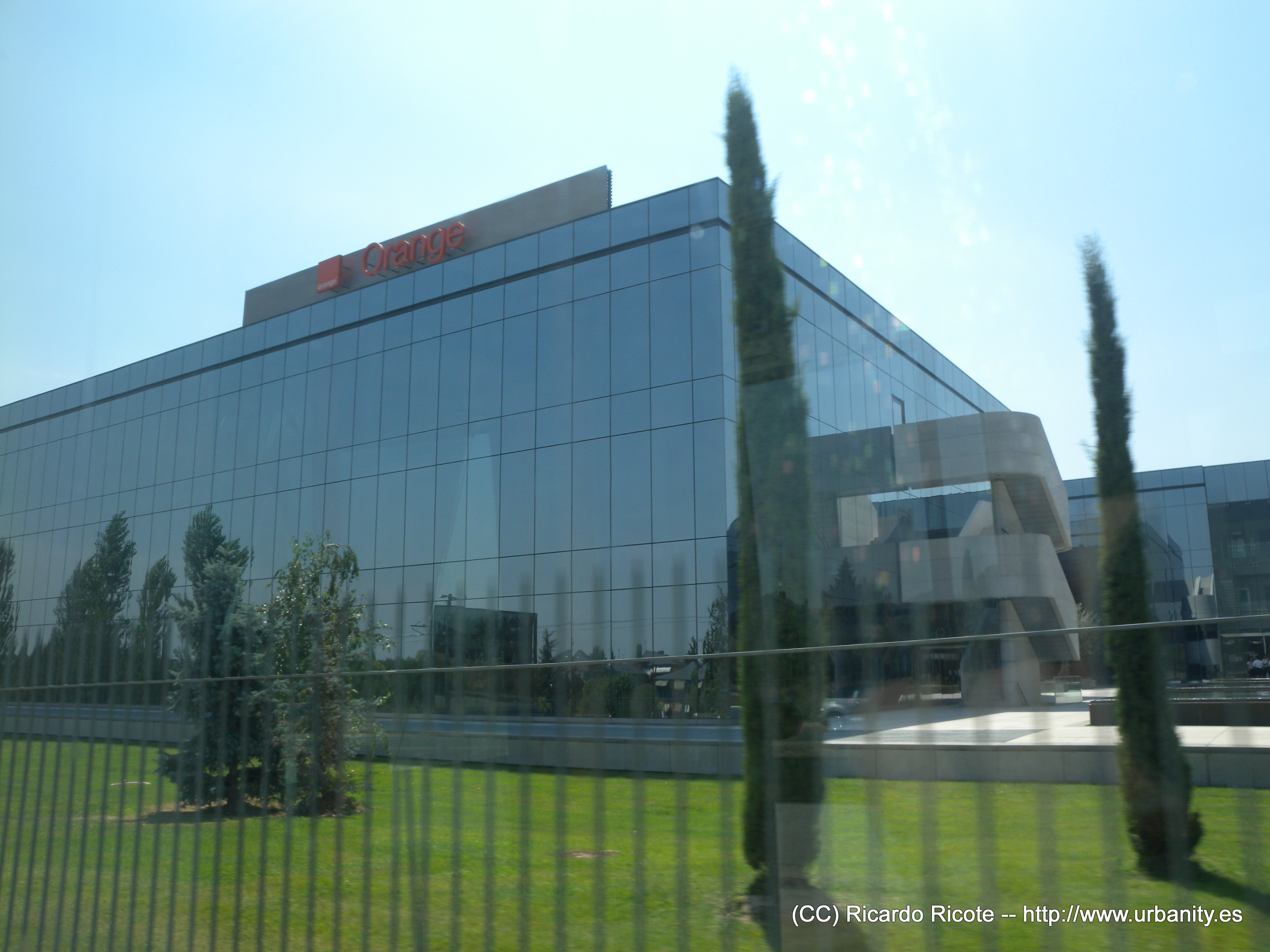
Firmensitz von Orange España in Madrid

Orange España ist der Markenname des spanischen Telekommunikationsunternehmens Orange Espagne, das zur französischen Orange-Gruppe gehört.

## Geschichte und Hintergrund
Das 1987 gegründete spanische Telekommunikationsunternehmen Retevisión bot ab 1998 Mobilfunk an, hierzu wurde ein Jahr später die Marke Amena etabliert. Diese blieb auch erhalten, als das Unternehmen 2002 von AunaCable übernommen worden war. 2005 wurde AunaCable aufgespalten, die Mobilfunksparte wurde anschließend von France Telecom übernommen, das in den Jahren zuvor sich vergeblich um eine Mobilfunklizenz in Spanien beworben hatte und nur unter dem Namen Wanadoo als Internetanbieter bereits im Markt aktiv war. Das französische Unternehmen legte 2006 die Marken Amena und Wanadoo zusammen, fortan wurde der Markenname Orange genutzt. 
2012 erwarb Orange vom niederländischen Unternehmen KPN die Spaniensparte von Simyo, um im Niedrigpreissektor Fuß zu fassen, und benannte sie in Orange España Virtual um. Zwei Jahre später wurde der Glasfasernetzbetreiber Jazztel übernommen, der später in die Marke Orange integriert wurde. 2018 wurde der Konkurrent República Móvil übernommen, der 2021 in Orange España Virtual aufging.
2022 beschlossen Orange España und Grupo MásMóvil den Zusammenschluss ihrer Aktivitäten. Im März 2024 fand nach fast zweijährigen Verhandlungen der Zusammenschluss durch die Gründung des Joint Ventures MásOrange statt, an dem Orange España und Lorca JVCO (das Investmentfonds-Joint-Venture, dem die MásMóvil-Gruppe gehört) jeweils 50 % der Anteile halten.